# Comentarios Reales de los Incas
Comentarios Reales de los Incas és un llibre històric escrit per l'historiador i escriptor mestís del Perú Inca Garcilaso de la Vega. El llibre és conegut com la seva millor obra, i tracta sobre la cultura Inca anterior a Colom, el descobriment del Nou Món i la conquesta espanyola del Perú. Fou publicat a Lisboa el 1609, i portà a l'Inca Garcilaso de la Vega a publicar, uns anys més tard, Historia General del Perú, un altre llibre històric sobre el Perú, pertanyent a la seva obra.
Comentarios Reales de los Incas tingué una enorme influència sobre els historiadors i escriptors americans fins a mitjans del segle xix, quan es van posar en dubte les seves referències i el seu valor històric.
El 1758, Carles III d'Espanya prohibí la publicació del llibre a Lima en idioma Quítxua pel seu contingut "perillós". Tot i així, circulaven diverses còpies del llibre, ja que els nadius sud-americans començaven a sentir-se orgullosos de les seves arrels Inques.